# Cornwallis Island (Szetlandy Południowe)
Cornwallis Island (Wyspa Cornwallisa, ros. Wyspa Michajłowa) – wyspa długości 2,5 km, leżąca 13 km na płn-wsch od Elephant Island, w archipelagu Szetlandów Południowych. Nazwę wyspy Cornwallisa datuje się od 1821 roku i jest ona powszechnie używana przez wszystkie narodowości.